# Afrikai tigrispetymeg
Az afrikai tigrispetymeg (Poiana) vagy pojána az emlősök (Mammalia) osztályának ragadozók (Carnivora) rendjébe, ezen belül a cibetmacskafélék (Viverridae) családjába és a petymegformák (Genettinae) alcsaládjába tartozó nem.

## Megjelenésük
Az afrikai tigrispetymegek teste hosszúkás, rövid végtagokkal. Bundájuk felül sötétsárgától szürkésbarnáig terjedő színű, fekete foltokkal, hasuk majdnem fehéres. A testükkel majdnem megegyező hosszúságú farkuk feketén gyűrűzött, fejüket hegyes pofa és lekerekített fülek jellemzik. Az ázsiai tigrispetymegekkel ellentétben a pojánák rendelkeznek cibetmiriggyel, amely pézsmás váladékot termel. Fej-törzs hosszuk körülbelül 38 centiméteres, farkuk 37 cm, súlyuk pedig körülbelül 500-700 gramm.

## Előfordulásuk
Az afrikai tigrispetymeg-fajok előfordulási területe Közép- és Nyugat-Afrika (Sierra Leone-től a Kongói Demokratikus Köztársaság északi részéig, illetve Bioko szigetén).

## Életmódjuk
Az esőerdők lombkoronáiban találhatók meg. Mindenevő és ragadozó életmódot folytatnak. Nappal saját fészekben alszanak, amelyeket néha több állat is osztozik, általában azonban magányosan élnek. Szaporodásuk kevésbé ismert, évente egyszer-kétszer a nőstény két-három kölyköt hoz a világra.

## Rendszerezés
A nembe az alábbi 2 faj tartozik:
- nyugat-afrikai pojána (Poiana leightoni) Pocock, 1907
- közép-afrikai pojána (Poiana richardsonii) Thomson, 1842

A nemet korábban az ázsiai tigrispetymegekkel (Prionodon) együtt a cibetmacskaformák (Viverrinae) alcsaládjába sorolták sok más nemmel együtt, a legújabb kutatások azonban arra világítottak rá, hogy valódi rokoni kapcsolataik eltérőbbek lehetnek; egy 2020-as ellenőrző lista a pojánákat a petymegformák alcsaládjába helyezi. A tigrispetymegek macskafélékhez (Felidae) való morfológiai hasonlósága, amely szembetűnőbb mint a többi cibetmacskafélében, figyelemre méltó; mivel azonban a macskafélék és tigrispetymegek közti kapcsolatot meglehetősen távolinak tartották a különböző család miatt, ezt a konvergens evolúció eredményének tartották. A DNS-vizsgálatok azonban azt mutatják, hogy míg az afrikai tigrispetymegek valódi cibetmacskafélék, amelyek szoros rokonságban állnak a petymegekkel (Genetta), az ázsiai tigrispetymegek nem azok, hanem a macskafélék legközelebbi élő rokonai. Így az ázsiai tigrispetymegek és a macskafélék közti hasonlóság valószínűleg a közös ősnek, míg a tigrispetymegek két neme közötti a konvergens evolúció eredménye.